# Brauneberger Kammer

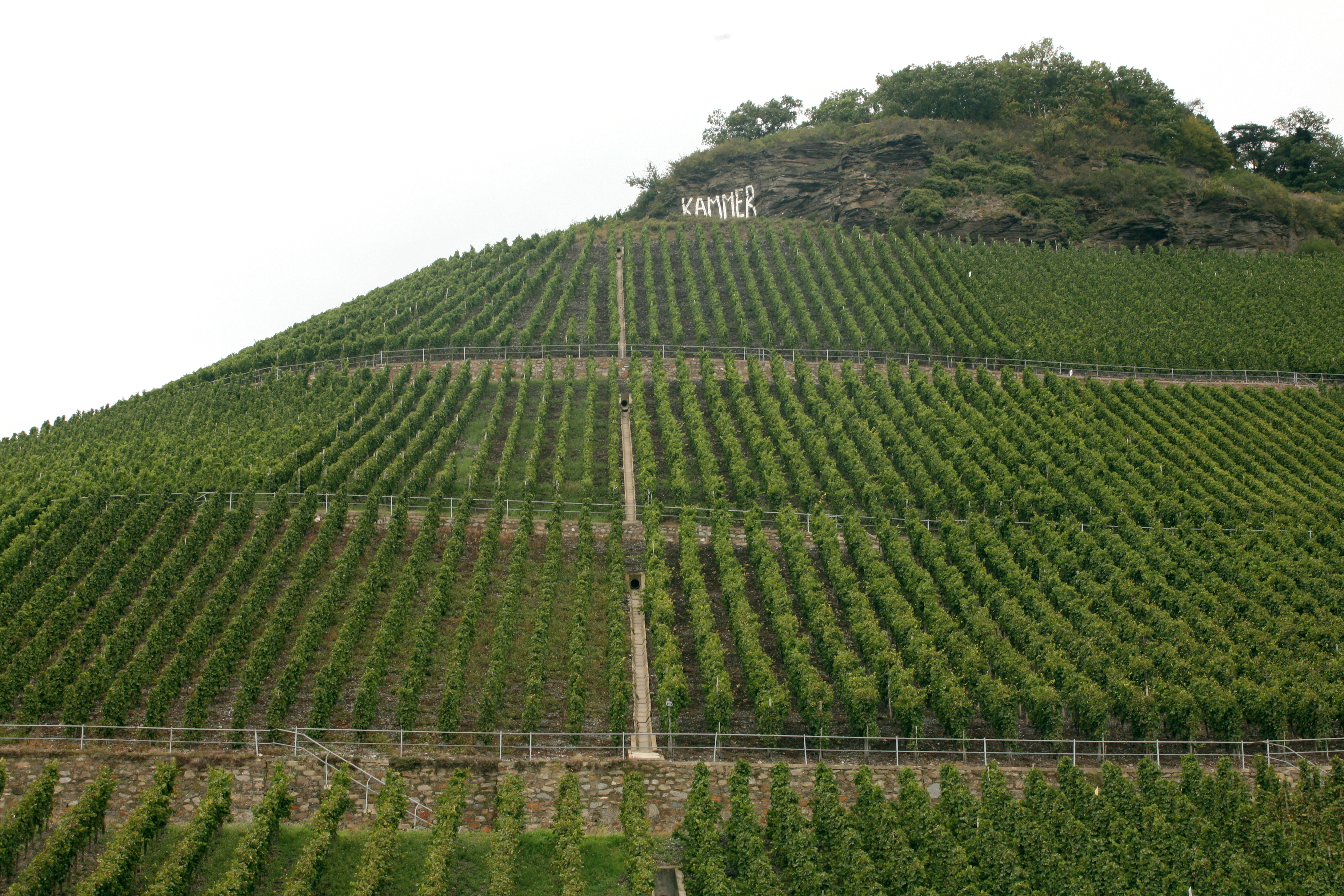
Brauneberger Kammer

Die Brauneberger Kammer  ist eine Einzellage im deutschen Weinanbaugebiet Mosel und gilt als eine der Spitzenlagen in Brauneberg im Bereich Bernkastel. 

## Lage, Klima, Boden
Mit nur 0,38 Hektar Rebfläche ist die Brauneberger Kammer eine der kleinsten Einzellagen Deutschlands. Diese Größe unterschreitet die Mindestgröße für Einzellagen nach dem deutschen Weingesetz aus dem Jahr 1971. Daher sollte die Brauneberger Kammer in die Lage Brauneberger Juffer, die sie vollständig umschließt, integriert werden. Das außergewöhnliche Terroir und die damit verbundene Ausprägung der Weine aus dieser Lage bewahrten die Einzellage. 
Die nach Süden ausgerichtete Steillage (→ Steillagenweinbau) mit bis zu 75 % Hangneigung ist ausschließlich mit Riesling bestockt. Die Brauneberger Kammer liegt 150 bis 190 m ü. NHN auf einem Bergrücken unterhalb eines Felskopfes inmitten der Brauneberger Juffer. Diese Exposition ermöglicht eine längere Sonneneinstrahlung. 
Der Boden besteht aus Tonschiefer-Verwitterung. Hohe Eisengehalte im dunklen Tonschiefer verursachen die braun-rote Färbung.

## Klassifikation und Besitzverhältnisse
Thomas Jefferson, Verfasser der Unabhängigkeitserklärung und dritter Präsident der Vereinigten Staaten von Amerika, beschreibt die außergewöhnliche Qualität der Brauneberger Weine des Barons Breidbach-Bürresheim, des damaligen Besitzers der Brauneberger Kammer, bereits auf seiner Europa-Reise 1788: „The 1st quality without any comparison“ (Von erster Qualität, unvergleichlich gut).
Im Zuge der Klassifizierung des Weinbaugebietes im damaligen Saardepartement unter Napoléon Bonaparte 1804 erhielten die Brauneberger Weinlagen als einzige den Status der Klasse 1 des 10-stufigen Klassifizierungssystems. 
Seit 1990 ist die Brauneberger Kammer im Alleinbesitz des Weingutes Paulinshof.